# Тайласан
Тайласан ( персидский плащ ) — зеленая полушерстяная накидка или накрахмаленное покрывало, надеваемое на голову так, чтобы материя ниспадала на плечи и спину.

## История
Тайласаном считался род покрывала из козьего или верблюжьего подшерстка, ниспадающего с головного убора на спину. В средние века ношение тайласана было привилегией судий и ученых. От обычного покрывала отличается длиной и черным цветом. Ат - Тайласаном являлся также плащ или платок , который носили поверх чалмы для защиты от солнца. По другой версии Тайласан - широкий шарф, принадлежность одежды факиха. Форма ат - тайласана означает выпуклую береговую линию.
Компонентом костюма ученого, богослова, суфия в Средней Азии в ХV— начале XVII в. был наплечный шарф тайласан — традиционная и старая одежды этого сословия на мусульманском Востоке. В ХV—ХVI вв. тайласан представлял собой такую же футу, как та, которая служила набедренной повязкой. С середины XVI в. появляются широкие коричневые и черные тайласаны, а наряду с ними все более распространяются узкие цветные, чаше белые с каймой на конце. Носились таиласаны накинутыми на плечи, иногда их концы завязывались узлом на груди или тайласан накидывался на голову поверх головного убора — традиционный способ ношения его суфиями и имамами.
Главными отличительными атрибутами арабских шейхов являлись наплечный шарф-накидка – тайласан и высокий посох. Тайласан еще со времен Халифата являлся одеждой ученых и духовенства, но в этот период он становится обязательным атрибутом суфийского шейха, символизируя причастность к тайному знанию, играя важную знаковую роль, так как на него переходит основной семиотический смысл костюма суфия. М. Горелик, впервые обративший внимание на эту деталь костюма духовенства, отметил различные способы ношения тайласана, изменения его цвета в костюме Мавераннахра середины XVI в., но он не дал каких-либо объяснений этому явлению.
В Хорасане, судя по позднегератским миниатюрам, тайласан в последней четверти XV – начале XVI в. был, как и мавераннахрский, белого, голубого, серого, темно-зеленого или песочно-коричневого цвета. На краях тайласана, если он коричневого, голубого или зеленого цветов, появляется широкая черная полоса. Концы белого тайласана могли быть расшиты. Его надевают в виде шарфа; распустив и набросив на плечи; связанным на груди узлом или один конец его висит на груди, а другой перекинут на спину. Заимствуя в общемусульманской традиции костюма духовенства тайласан, суфии вложили в него свою семантику. Нам представляется, что разнообразные цвета тайласана и способы его ношения должны были играть определенную семиотическую роль, указывая на степень посвящения суфия, и были доступны пониманию лишь посвященных.
При описании береговых линий морей и островов ал-Хорезми указывает долготы и широты некоторых их пунктов, а в промежутках между ними объясняет характер этой линии с помощью специальных терминов: «по форме тайласана», «по форме горшка», «по форме шабуры» и «по форме таснима». Тайласаном называется сложенный по диагонали платок, которым арабы покрывали голову и который спускался на плечи носящего его человека. Под выражением «по форме тайласана» ал-Хорезми имел в виду плавную выпуклую линию; под выражением «по форме горшка» (кувара) — сильно вогнутую линию.